# 주악 (중국)
주악(周岳, ? ~ 893년)은 중국 당나라 말기에 활약했던 군벌로, 886년부터 893년까지 무안군(武安軍, 본부는 지금의 호남성 장사시에 있었다) 번진(藩鎭)을 지배하였다. 자는 준소(峻昭).

## 생애

### 출신 배경
주악의 출생 연도 및 출신 배경에 관해서는 대부분 알려진 것이 없다. 당나라의 정사인 《구당서》와 《신당서》에서도 그에 관한 열전이 없었을 정도이다. 알려진 것은 그가 무릉(武陵) 추계(陬溪. 현 후난성 창더 시) 출신이었기 때문에, 비한족계 출신(정사에서는 무릉만(武陵蠻)으로 나와 있다)이었을 것으로 추정된다는 것이다. 그것은 그가 같은 비한족계 출신(무릉만)인 뇌만의 동업자(사냥꾼)였고, 뇌만과 함께 사냥을 나갔기 때문이었다. 한번은 그들이 함께 사냥을 나갔는데, 그들은 사냥한 고기의 분배를 놓고 서로 다투게 되었다. 이때 그는 뇌만을 죽이려고 했으나, 끝내 이루지 못했다.

### 형주를 점거하다
881년, 뇌만은 무리들을 모아 추계(주악의 고향)가 속해 있던 낭주(朗州. 현 후난성 창더 시)를 공격하여 이를 함락시켰다. 이 소식을 들은 주악 또한 무리들을 모아 형주(衡州. 현 후난성 헝양 시)를 공격하여 자사(刺史) 서호(徐顥)를 쫓아냈다. 당시 황소의 난에 직면해 있던 당 희종 치세 하의 조정에서는 이에 조서를 내려 주악을 형주자사(衡州刺史)에 임명하였다.

### 무안군 번진의 점거
886년 7월, 주악은 본거지인 형주에서 군대를 발동하여 당시 흠화군(欽化軍) 번진의 본거지였던 담주를 공격해 왔다. 이에 흠화군 절도사 민욱은 회서(淮西)의 장수 황호(黃皓)를 담주성으로 초청하여 자신을 도와 함께 그곳을 지키게 했다. 황호는 당시 채주(蔡州. 현 허난성 주마뎬 시)에서 황제를 자칭했던 하남 일대의 유력 군벌 진종권의 휘하 장수였다. 그런데, 그 황호가 민욱을 죽이고 담주를 점거해 버렸다. 그 후, 주악은 그 소식을 듣고 급히 달려와서 담주에 도착하였다. 그리고 황호를 격파하여 그를 잡아 죽이고 담주를 점거하였다. 희종은 흠화군을 무안군으로 개칭하였고, 주악을 절도사로 임명하였다.
그 후, 주악은 재임 6년째인 891년에 희종의 동생으로 그의 뒤를 이어 즉위해 있었던 당 소종에 의해 영남서도 절도사(嶺南西道節度使. 본거지는 현 광시 성 난닝시)로 임명되었다. (이 임명이 주악에게 인근 번진을 추가로 줄 의도였는지, 아니면 그를 영남서도 번진으로 전출시킬 의도였는지는 확실하지 않다. 하여간, 주악은 실제로는 아예 영남서도 번진으로 가지 않은 것으로 드러났다.)

### 최후
주악에 의한 무안군 번진의 지배는 별다른 혼란 없이 대체로 안정적인 편이었다. 그러나 소주자사(邵州刺史. 현 후난성 사오양 시) 등처눌은 주악이 민욱을 형편없이 죽였기 때문에 민욱의 죽음에 책임이 있었다고 주장하였고, 그의 부하 장병들에게 민욱의 원수를 갚기 위해 자신을 따를 것을 호소하였다. 급기야 893년, 등처눌은 낭주자사(朗州刺史) 뇌만과 결탁하여 함께 담주를 공격하기에 이르렀다. 그들은 담주성을 함락시키고 주악을 베어 죽였다. 이어서 등처눌은 무안군 유후(留後)를 자칭하였다.

## 참고 자료
- 《신당서》 제186권 - 열전(列傳) 제111권
- 《자치통감》 제254권・제256권・제258권・제259권

| 전임 민욱 (흠화군에서 군호 변경) | 무안군절도사 886년 ~ 893년 | 후임 등처눌 |